# Playa de la Caleta (strand i Spanien, lat 36,53, long -6,31)
Playa de la Caleta är en strand i Spanien.   Den ligger i regionen Andalusien, i den sydvästra delen av landet, 500 km sydväst om huvudstaden Madrid.